# 티치미
티치미는 대한민국의 온라인 강의 판매 웹 사이트이자 이를 운영하던 기업 ㈜티치미를 가리킨다.
㈜티치미는 2011년 11월 25일 주식회사 디지털대성에 흡수 합병되어 계열사로 존재하다 2012년 4월 12일에 폐업하였다. 웹 사이트 티치미는 디지털대성에서 운영권을 가지고 계속 운영되고 있다가 2016년부터는 대성 마이맥에 통합되었다.

## 개요
2003년 후반기에 설립되었다. 설립 당시 명칭은 아이엔피 에듀케이션이었으며, 설립 당시 강사진은 수리영역의 한석원, 한석만, 외국어영역의 김찬휘, 최인호였다. 당시 교육의 평등화를 주장하며 전 강의를 무료로 제공하였다. 강사진의 강의력과 컨텐츠 및 무료 강의 컨셉이 알려짐에 따라 인지도를 높이기 시작했다. 원 강사진과 같은 학원에 종사하고 있던 강필, 김경진, 강석령 등도 해설강의 등으로 합류하게 된다. 2006년 11월에 티치미로 명칭을 변경하였는데 이 때 무료정책을 버리고 부분유료화정책(당시까지 존재했었던 강의는 무료로, 새롭게 개설되는 강의는 유료로 책정하는 정책)을 택하게 된다. 이 과정에서 이용자들의 많은 불만과 원성을 샀고, 초기 멤버였던 최인호가 티치미에서 물러나게 되었다. 이후 강의의 대부분은 대부분 유료로 업데이트된다. 2008년 12월에 티치미 대입학원을 설립함으로써 재수생 입시시장에도 본격적으로 진출했다.
단과학원의 강의를 그대로 촬영하여 재판매하는 타 온라인 교육사이트와 달리 수준별로 기획된 강의를 스튜디오와 현장강의를 통해 교육서비스를 제공한다는 점을 차별화했다. 2008년 4월 현재 회원 수는 약 40만 명이다.

## 공정거래위원회 적발
2011년 10월 5일, 당시 티치미 웹 사이트를 운영하던 ㈜티치미는 사이트 운영 과정에서 위법 행위를 한 사실이 적발되었다. 티치미는 사이트 이용약관이나 게시판 등을 통해 PMP 등의 청약철회 기간을 법정기간 보다 짧게 공지하는 등 법적으로 청약철회가 가능한 계약에 대해서도 청약철회를 제한하였으며, 소비자의 청약철회 요청에서 신용카드 등으로 결제된 상품 대금을 현금으로 환급 시 상품 대금의 3% 상당 금액을 카드 수수료 명목 등으로 소비자에게 부담하였다. 또한 사이트에서 제시하는 강좌 계약 철회 기준도 학원법에 맞지 않는 것으로 확인되었다. 티치미는 전체 환불(청약철회) 요건에 해당되지 않는 중도 계약해지에 대해서는 환급금을 미지급해왔다.이 외에 티치미는 자사 강사의 이력에 '상위권 학생 선호도 1위' 등 객관적인 근거 없이 허위 과장 광고를 하여 상품 선택을 제한한 사실이 문제가 되는 등 '계약서 교부의무 위반행위' 및 '청약철회 관련의무 위반행위'로 과태료 600만원 부과와 함께 시정명령이 내려졌다.

## 같이 보기
- 디지털대성